# Drum de ocolire

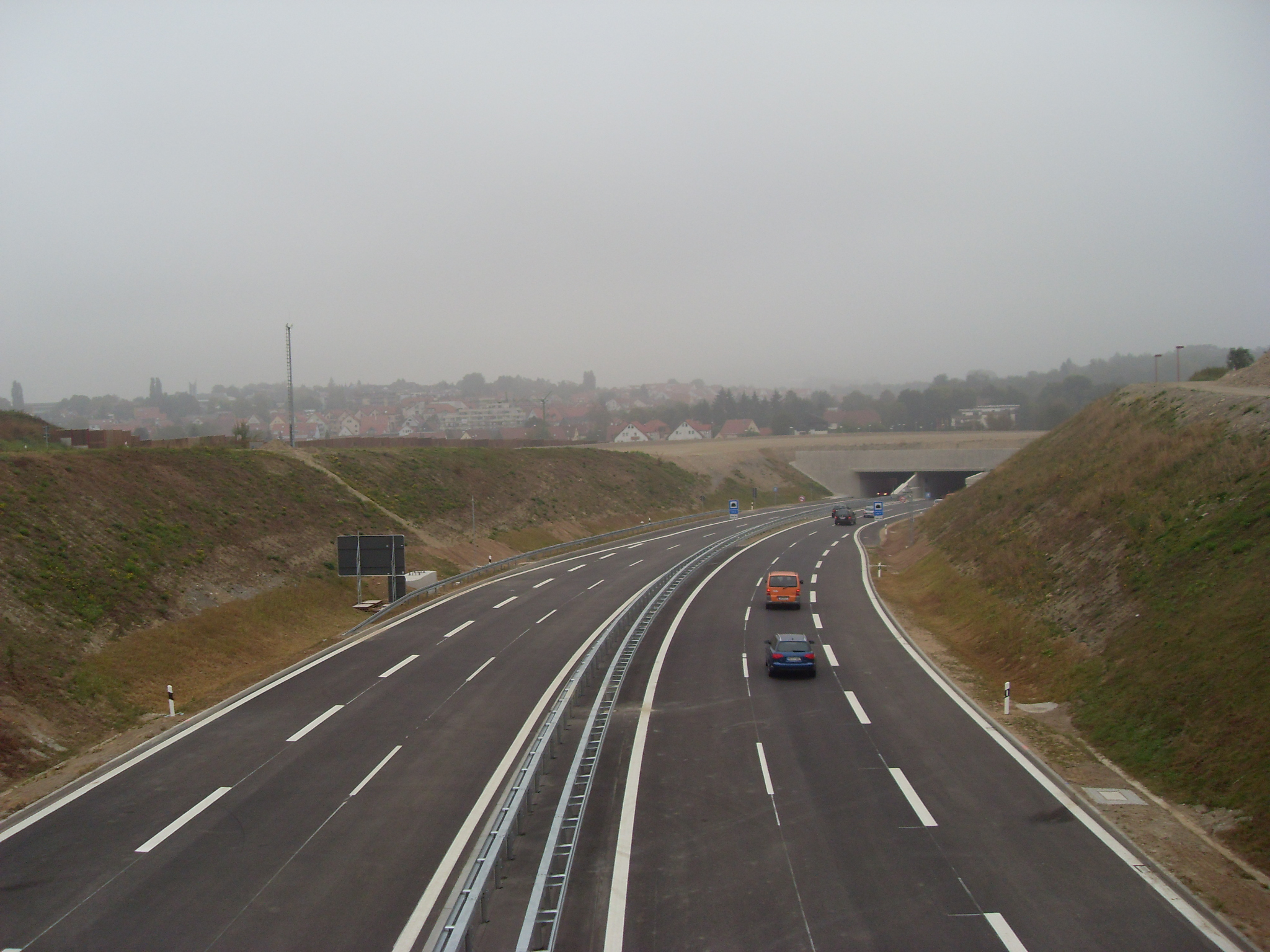
Ocolitoarea B 14 de la Winnenden cu Tunelul Lautenbach, Germania

Un drum de ocolire sau ocolitor este un drum care are scopul de a scădea traficul rutier într-un anumit loc, în special de traficul de distanțe lungi sau de traficul de tranzit și are rolul de a îmbunătăți fluxul de trafic.
Drumurile ocolitoare sunt fie amenajate în formă de inel, fie trec pe lângă centrul orașului, ocolindu-i pe o parte. În acest din urmă caz, ele sunt adesea denumite în funcție de direcția în care rulează (de exemplu, ocolire nord/ocolire est etc.).

## Alternative posibile de ocolire
Există o serie de alternative pentru a reduce congestionarea traficului în orașe și în jurul lor. Acestea includ măsuri de reducere a zgomotului din traficul rutier (de exemplu, pereți de protecție împotriva zgomotului, ferestre izolate fonic), mutarea traficului și calmarea traficului. Interdicțiile de trecere a camioanelor pot fi utilizate pe rutele pe care traficul de camioane trece prin afara orașelor.
Adesea când un drum este în lucru sau se efectuează lucrări de canalizare sau de alt gen de construcții, trebuiesc ocolite aceste zone pe drumuri de ocolire. Aceste ocoliri sunt marcate prin panouri de ocolire bine vizibile atât ziua cât și noaptea.

## Indicatoare de ocolire în diferite țări
Indicatoarele de ocolire pot presemnaliza traseul de evitare a localitatii sau traseul de urmat în cazul unei restricții de circulație.

Drum cu limitări și varianta sa ocolitoare (România)
Presemnalizarea traseului de ocolire a localității (România)
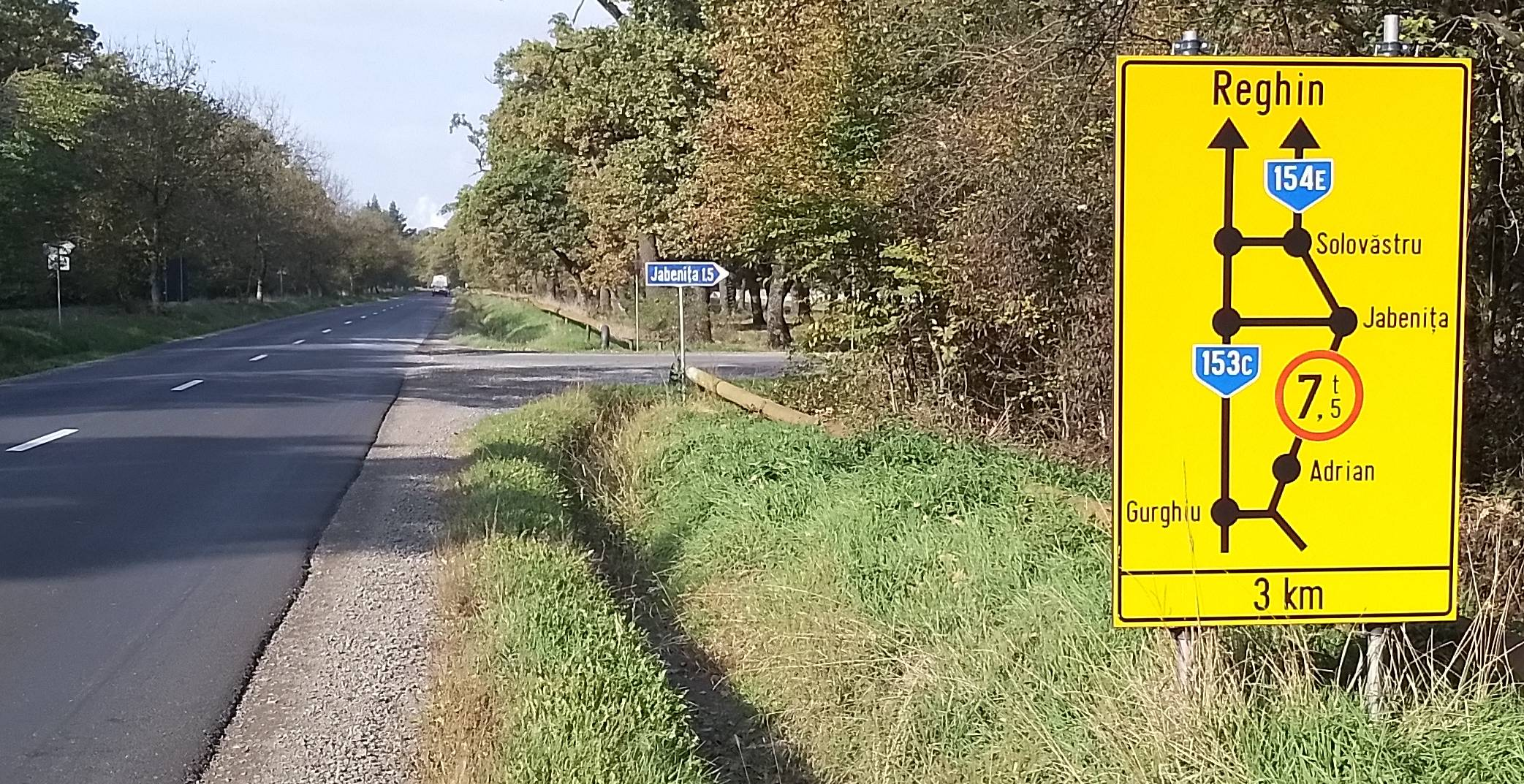
Drum cu limitări (153c) spre Reghin și varianta sa ocolitoare (România)
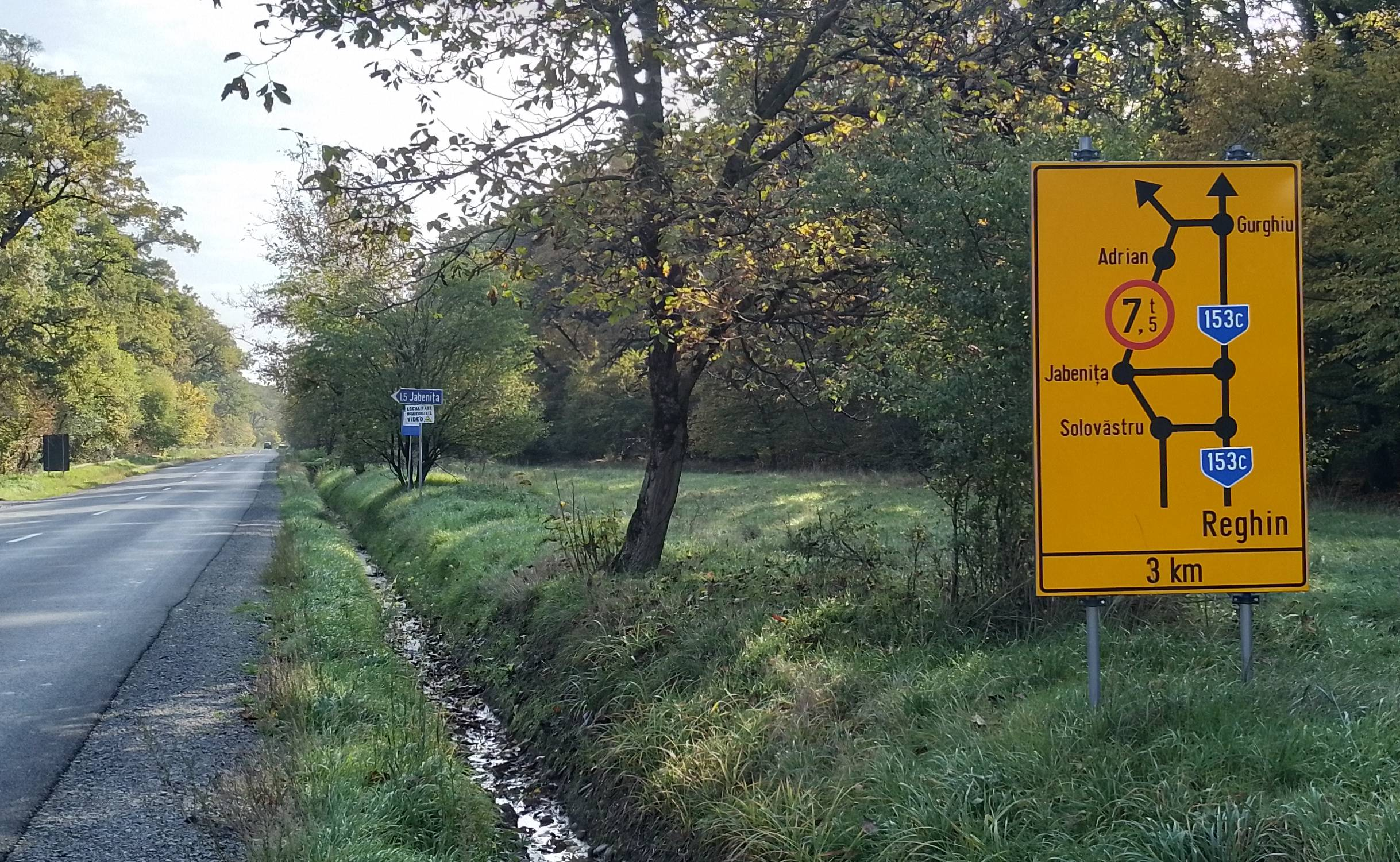
Drum cu limitări (153c) spre Gurghiu și varianta sa ocolitoare (România)

Indicator al rutei ocolitoare (Croația)
Indicator de ocolire (Estonia)
Indicator de ocolire (Finlanda)
Indicator de ocolire (Polonia)

Indicatoare de ocolire din diferite țări europene:

Ocolire (devierea circulației) (Germania)
Indicator de ocolire U3 (Germania)
Umleitung (ocolire) (Germania)
Sfârșit de ocolire (Germania)
Umlenkung Indicator de ghidare (recomandare de abatere de la traseu) alternativ sau ocolire existentă (autostradă) în caz de ambuteiaj (Germania)
Sfârșitul traseului de ocolire recomandat (Germania)

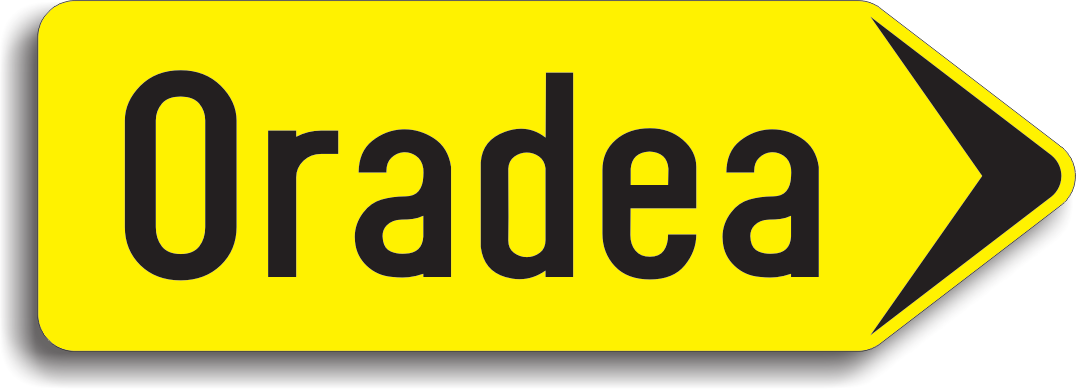
Indicator de orientareː Directia de urmat in cazul devierii temporare a circulatiei spre o localitate anume (România)
Direcția de urmat în cazul devierii temporare a circulației[3] (România)
Direcția de ocolire pentru camioane (Slovacia)
Direcția de ocolire pentru biciclete (Slovacia)
Tăblița indicator de ocolire (Slovacia)
Tăblița indicator de ocolire (Slovacia)